# Floscopa robusta
Floscopa robusta är en himmelsblomsväxtart som först beskrevs av Moritz August Seubert, och fick sitt nu gällande namn av Charles Baron Clarke. Floscopa robusta ingår i släktet Floscopa och familjen himmelsblomsväxter.

## Underarter
Arten delas in i följande underarter:
- F. r. robusta
- F. r. sprucei